# 東近江市立布引小学校
東近江市立布引小学校（ひがしおうみしりつ ぬのびきしょうがっこう）は、滋賀県東近江市今堀町に位置する公立小学校。

## 沿革
- 1979年（昭和54年） - 八日市市立布引小学校開校。
- 1980年（昭和55年） - 校歌制定。
- 1988年（昭和63年） - 創立10周年。
- 1990年（平成2年） - 最寄駅である大学前駅（近江鉄道本線）開設。
- 1998年（平成10年） - 創立20周年。
- 2005年（平成17年）2月 - 八日市市をはじめとする1市4町が新設合併し東近江市発足により、現校名である東近江市立布引小学校に校名変更。
- 2008年（平成20年） - 創立30周年。
- 2018年　(平成20年)   -創立40周年。

## 著名な出身者
- 福永裕基（プロ野球選手）

## 主な進学先
- 東近江市立船岡中学校
- 東近江市立玉園中学校
- 東近江市立聖徳中学校

## 交通
- 近江鉄道本線 - 大学前駅より徒歩約9分、長谷野駅より徒歩約13分